# La-La-La-Lies
«La-La-La-Lies» es una canción del grupo británico The Who, publicada en el álbum de estudio My Generation. La canción, compuesta por el guitarrista Pete Townshend, fue publicada sin el permiso del grupo en el Reino Unido como cuarto sencillo promocional de My Generation. Aunque no entró en ninguna lista del Reino Unido, llegó al puesto 17 en Suecia.

## Personal
- Roger Daltrey: voz
- John Entwistle: bajo
- Pete Townshend: guitarra
- Keith Moon: batería